# Lisa Kudrow
Lisa Valerie Kudrow (/ˈkuːdroʊ/; sinh ngày 30 tháng 7 năm 1963) là nữ diễn viên, diễn viên hài, nhà sản xuất và biên kịch người Mỹ. Cô trở nên nổi tiếng thế giới từ vai diễn Phoebe Buffay xuyên suốt 10 phần của loạt phim hài tính huống Những người bạn, nhận được hàng loạt giải thưởng, trong đó có 1 giải Emmy and 2 giải Screen Actors Guild Awards.
Cô trở thành sản xuất, kiêm biên kịch và diễn xuất trong loạt phim ngắn The Comeback năm 2005 chiếu trên kênh HBO và tham gia phần 2 vào năm 2014. Cô đóng trong hai mùa Web Therapy chiếu trên kênh Showtime. Năm 2012, cô được đề cử giải Emmy cho "Outstanding Special Class - Short-Format Live-Action Entertainment Program". Cô cũng là nhà sản xuất đắc biệt cho chương trình thực tế của đài NBC Who Do You Think You Are. Cô được đề cử giải Emmy Award với đề mục Outstanding Reality-Program.
Ngoài xuất hiện trên truyền hình, Kudrow cũng tham gia nhiều bộ phim khác bao gồm Romy and Michele's High School Reunion (1997), The Opposite of Sex (1998), Analyze This (1999), Dr. Dolittle 2 (2001), Happy Endings (2005), P.S. I Love You (2007), Bandslam (2008), Hotel for Dogs (2009) và Easy A (2010). Trong suốt sự nghiệp của mình, cô nhân 9 đề cử giải Emmy, 12 đề cử Screen Actors Guild Award và một đề cử giải Quả cầu vàng.

## Thời thơ ấu
Lisa Kudrow sinh tại Los Angeles, California, là con gái của Nedra S. (nhũ danh Stern, sinh 1934) và Dr. Lee N. Kudrow (sinh 1933), một bác sĩ chuyên trị chứng nhức đầu. Cô có một người chị, Helene Marla (sinh 1955) và một người anh, chuyên gia khoa thần kinh học David B. Kudrow (sinh 1957). Kudrow lớn lên trong một gia đình người Do thái tầng lớp trung lưu và có buổi lễ Bat Mitzvah.

## Đời tư
Ngày 27 tháng 5 năm 1995, Kudrow kết hôn với Michel Stern, một nhà điều hành quảng cáo người Pháp. Họ có một người con trai, Julian Murray Stern, sinh ngày 7 tháng 5 năm 1998.

## Sự nghiệp điện ảnh

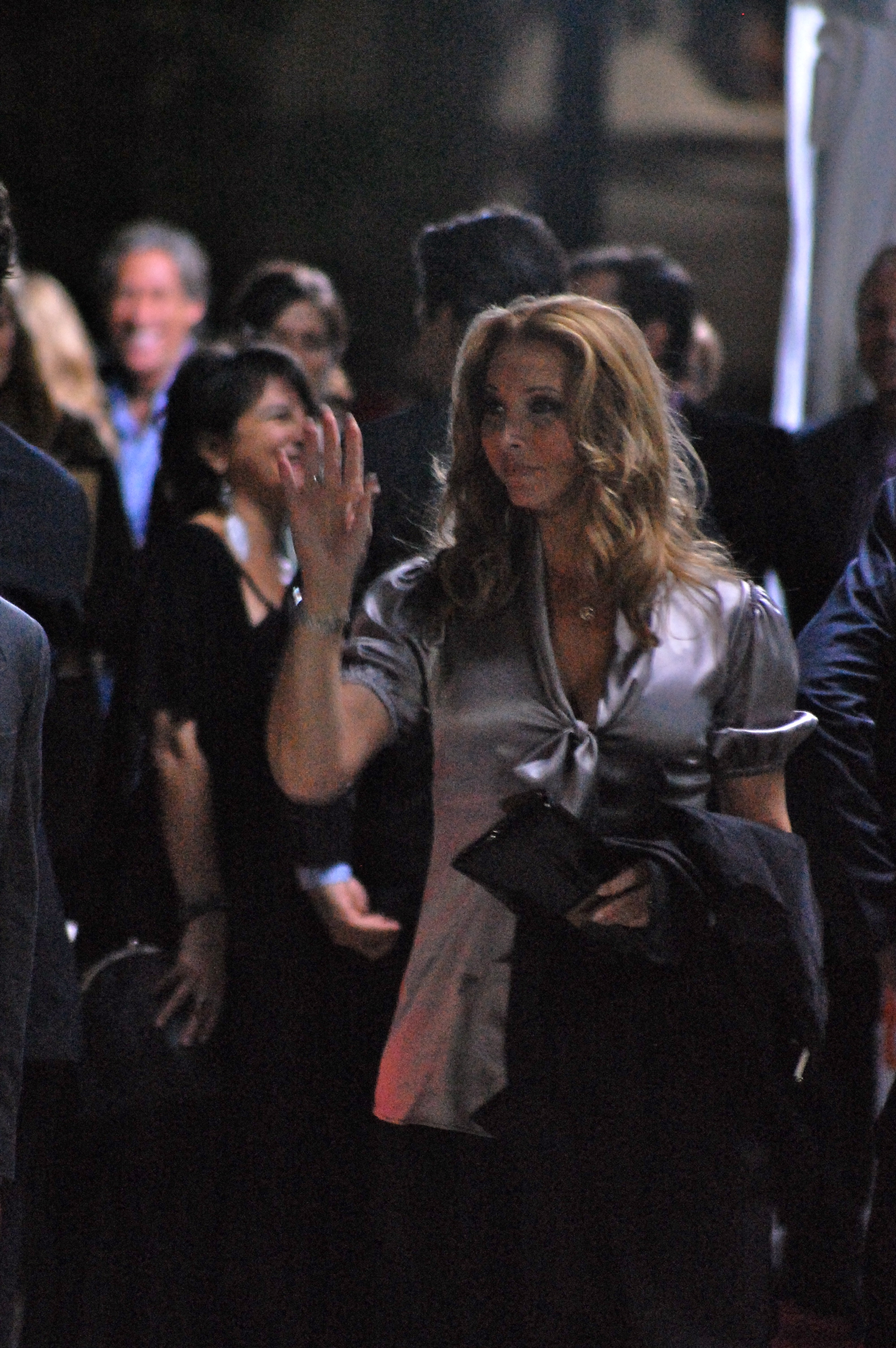
Lisa Kudrow

### Điện ảnh
| Năm  | Phim                                   | Vai                   | Ghi chú    |
| ---- | -------------------------------------- | --------------------- | ---------- |
| 1983 | Overdrawn at the Memory Bank           |                       | Bổ sung    |
| 1989 | L.A. on $5 a Day                       | Charmer               |            |
| 1991 | To the Moon, Alice                     | Friend of Perky Girl  | Phim ngắn  |
| 1991 | The Unborn                             | Louisa                |            |
| 1992 | Dance with Death                       | Millie                |            |
| 1992 | In the Heat of Passion                 | Bank Teller           |            |
| 1994 | In the Heat of Passion 2: Unfaithful   | Bank Teller           |            |
| 1995 | The Crazysitter                        | Adrian Wexler-Jones   |            |
| 1996 | Mother                                 | Linda                 |            |
| 1997 | Romy and Michele's High School Reunion | Michele Weinberger    |            |
| 1997 | Clockwatchers                          | Paula                 |            |
| 1997 | Hacks                                  | Reading Woman         |            |
| 1998 | The Opposite of Sex                    | Lucia DeLury          |            |
| 1999 | Analyze This                           | Laura MacNamara Sobel |            |
| 2000 | Hanging Up                             | Maddy Mozell          |            |
| 2000 | Lucky Numbers                          | Crystal               |            |
| 2001 | All Over the Guy                       | Marie                 |            |
| 2001 | Dr. Dolittle 2                         | Ava                   | Lồng tiếng |
| 2002 | Bark!                                  | Dr. Darla Portnoy     |            |
| 2002 | Analyze That                           | Laura Sobel           |            |
| 2003 | Marci X                                | Marci Field           |            |
| 2003 | Wonderland                             | Sharon Holmes         |            |
| 2005 | Happy Endings                          | Mamie                 |            |
| 2007 | Kabluey                                | Leslie                |            |
| 2007 | P.S. I Love You                        | Denise                |            |
| 2009 | Hotel for Dogs                         | Lois Scudder          |            |
| 2009 | Powder Blue                            | Sally                 |            |
| 2009 | Paper Man                              | Claire Dunn           |            |
| 2009 | Bandslam                               | Karen Burton          |            |
| 2009 | The Other Woman                        | Dr. Carolyn Soule     |            |
| 2010 | Easy A                                 | Mrs. Griffith         |            |
| 2014 | Neighbors                              | Carol Gladstone       |            |
| 2016 | El Americano: The Movie                | Lucille               | Lồng tiếng |
| 2016 | Neighbors 2: Sorority Rising           | Carol Gladstone       |            |
| 2016 | The Girl on the Train                  | Monica                |            |
| 2017 | Table 19                               |                       |            |

### Truyền hình
| Năm        | Phim                                              | Vai                                      | Ghi chú                                                         |
| ---------- | ------------------------------------------------- | ---------------------------------------- | --------------------------------------------------------------- |
| 1989       | Married to the Mob                                |                                          | Tập đầu tiên                                                    |
| 1989       | Cheers                                            | Emily                                    | Tập: "Two Girls for Every Boyd"                                 |
| 1989       | Just Temporary                                    | Nicole                                   | Phim truyền hình                                                |
| 1990       | Newhart                                           | Sada                                     | Tập: "The Last Newhart"                                         |
| 1990       | Life Goes On                                      | Stella                                   | Tập: "Becca and the Band"                                       |
| 1991       | Murder in High Places                             | Miss Stich                               | Phim truyền hình                                                |
| 1992       | Room for Two                                      | Woman in Black                           | Tập: "Not Quite... Room for Two"                                |
| 1992–1999  | Mad About You                                     | Ursula Buffay                            | 24 tập                                                          |
| 1993       | Flying Blind                                      | Amy                                      | Tập: "My Dinner with Brad Schimmel"                             |
| 1993       | Bob                                               | Kathy Fleisher                           | 3 tập                                                           |
| 1993–1994  | Coach                                             | Lauren / Nurse Alice                     | 2 tập                                                           |
| 1994–2004  | Friends                                           | Phoebe Buffay / Ursula Buffay            | 236 tập                                                         |
| 1996       | Hope & Gloria                                     | Phoebe Buffay                            | Tập: "A New York Story"                                         |
| 1996       | Duckman: Private Dick/Family Man                  | Female Beta Maxians (lồng tiếng)         | Tập: "The One with Lisa Kudrow in a Small Role"                 |
| 1996       | Saturday Night Live                               | Host                                     | Tập: "Lisa Kudrow/Sheryl Crow"                                  |
| 1997       | Dr. Katz, Professional Therapist                  | Lisa (lồng tiếng)                        | Tập: "Reunion"                                                  |
| 1998       | The Simpsons                                      | Alex Whitney (lồng tiếng)                | Tập: "Lard of the Dance"                                        |
| 1998–1999  | Hercules: The Animated Series                     | Aphrodite (lồng tiếng)                   | 4 tập                                                           |
| 2001       | King of the Hill                                  | Marjorie Pittman (lồng tiếng)            | Tập: "The Exterminator"                                         |
| 2001       | Blue's Clues                                      | Dr. Stork (lồng tiếng)                   | Tập: "The Baby's Here!"                                         |
| 2005       | Father of the Pride                               | Foo-Lin (lồng tiếng)                     | 2 tập                                                           |
| 2005, 2014 | The Comeback                                      | Valerie Cherish                          | 21 tập; cũng là đồng sáng lập, biên kịch kiêm giám đốc sản xuất |
| 2005       | Hopeless Pictures                                 | Sandy (lồng tiếng)                       | 2 tập                                                           |
| 2006       | American Dad!                                     | The Ghost of Christmas Past (lồng tiếng) | Tập: "The Best Christmas Story Never"                           |
| 2008–2014  | Web Therapy                                       | Fiona Wallice                            | 67 tập; cũng là đồng sáng lập, biên kịch kiêm giám đốc sản xuất |
| 2010       | Cougar Town                                       | Dr. Amy Evans                            | Tập: "Rhino Skin"                                               |
| 2010–nay   | Who Do You Think You Are?                         | Chính cô                                 | Giám đốc sản xuất; Tập: "Lisa Kudrow"                           |
| 2011–2015  | Web Therapy                                       | Fiona Wallice                            | 43 tập; cũng là đồng sáng lập, biên kịch kiêm giám đốc sản xuất |
| 2011       | Allen Gregory                                     | Sheila (lồng tiếng)                      | Tập: "Mom Sizemore"                                             |
| 2013       | Wendell and Vinnie                                | Natasha                                  | Tập: "Swindel & Vinnie"                                         |
| 2013       | Scandal                                           | Congresswoman Josephine Marcus           | 4 tập                                                           |
| 2015       | Bojack Horseman                                   | Wanda Pierce (lồng tiếng)                | 7 tập                                                           |
| 2016       | Angie Tribeca                                     | Monica Vivarquar                         | Tập: "Pilot"                                                    |
| 2016       | Must See TV: An All-Star Tribute to James Burrows | Chính cô                                 |                                                                 |
| 2016       | Unbreakable Kimmy Schmidt                         | Lori-Ann Schmidt                         | Tập: "Kimmy Finds Her Mom!"                                     |